# Pui Blanc (Baix Pallars)
El Pui Blanc és una muntanya de 1.028 metres que es troba al municipi de Baix Pallars, a la comarca del Pallars Sobirà.